# Leenderheide (natuurgebied)
De Groote Heide, ook wel Leenderheide, is een natuurgebied van 333 hectare, gelegen op het grondgebied van de Nederlandse gemeenten Heeze-Leende en Geldrop-Mierlo. Het is in het bezit van Het Brabants Landschap.

## Ligging en omgeving
Het gebied wordt aan vrijwel alle zijden door andere natuurgebieden omsloten en maakte vroeger deel uit van een groot aaneengesloten heidegebied tussen Eindhoven en Achel (zie: Leenderbos en Groote Heide). Het is echter deels van zijn omgeving afgesneden door de autosnelwegen A2 en A67, die elkaar ontmoeten bij het Knooppunt Leenderheide. Om dieren de gelegenheid te geven deze barrière te nemen, is een ecoduct over de A2 aangelegd. Wandelaars en fietsers hebben de beschikking over een drietal viaducten. Ten noorden van dit gebied ligt de Stratumse Heide, ten westen ligt de Aalsterhut of "Hut van Mie Pils", een uitspanning met terras op een zeer bekend knooppunt van 'doorgaande' fietsroutes. Daar voorbij liggen Valkenhorst met aansluitende landgoederen (ook van Brabants Landschap) en naar het zuiden toe de uitgestrekte Heide aan het Diepmeerven, eigendom van de gemeente Heeze-Leende met enkele grote vennen. Verder zijn er naar het oosten toe enkele particuliere en gemeentelijke bossen en verspreid liggende landbouwenclaves.

## Beschrijving
De Groote Heide zelf bestaat uit een uitgestrekt, droog heideveld in de oksel van de autowegen A2 en A67. In de nabijheid bevindt zich verder een hoogspanningsleiding. De heide wordt hier en daar afgewisseld door kleinschalige dennenaanplant en enig vliegdennenbos. Hier ligt het ondanks de naam vrij grote (maar vaak droogvallende) Klein Huisven. Kleinere vennetjes in het gebied zijn het Appelven en het Peerven. Zuidelijker ligt een naaldhoutaanplant op dekzand, alsmede droog berken-eikenbos. De bossen wisselen zich af met kleine weilandenclaves en gaan naar het zuiden toe over in de laagte van het ontgonnen, maar nog altijd herkenbare Groot Huisven. Klokjesgentiaan en kleine zonnedauw zijn enkele van de plantensoorten die hier te vinden zijn.
In het gebied zijn diverse wandelingen en fietsroutes uitgezet. Veel van de omliggende plaatsen (Geldrop, Heeze, Leende, Aalst, Eindhoven, Valkenswaard) zijn bovendien via doorgaande fietsroutes over de Groote Heide met elkaar verbonden.
In dit gebied zouden belangrijke archeologische vondsten zijn gedaan.

## Externe link

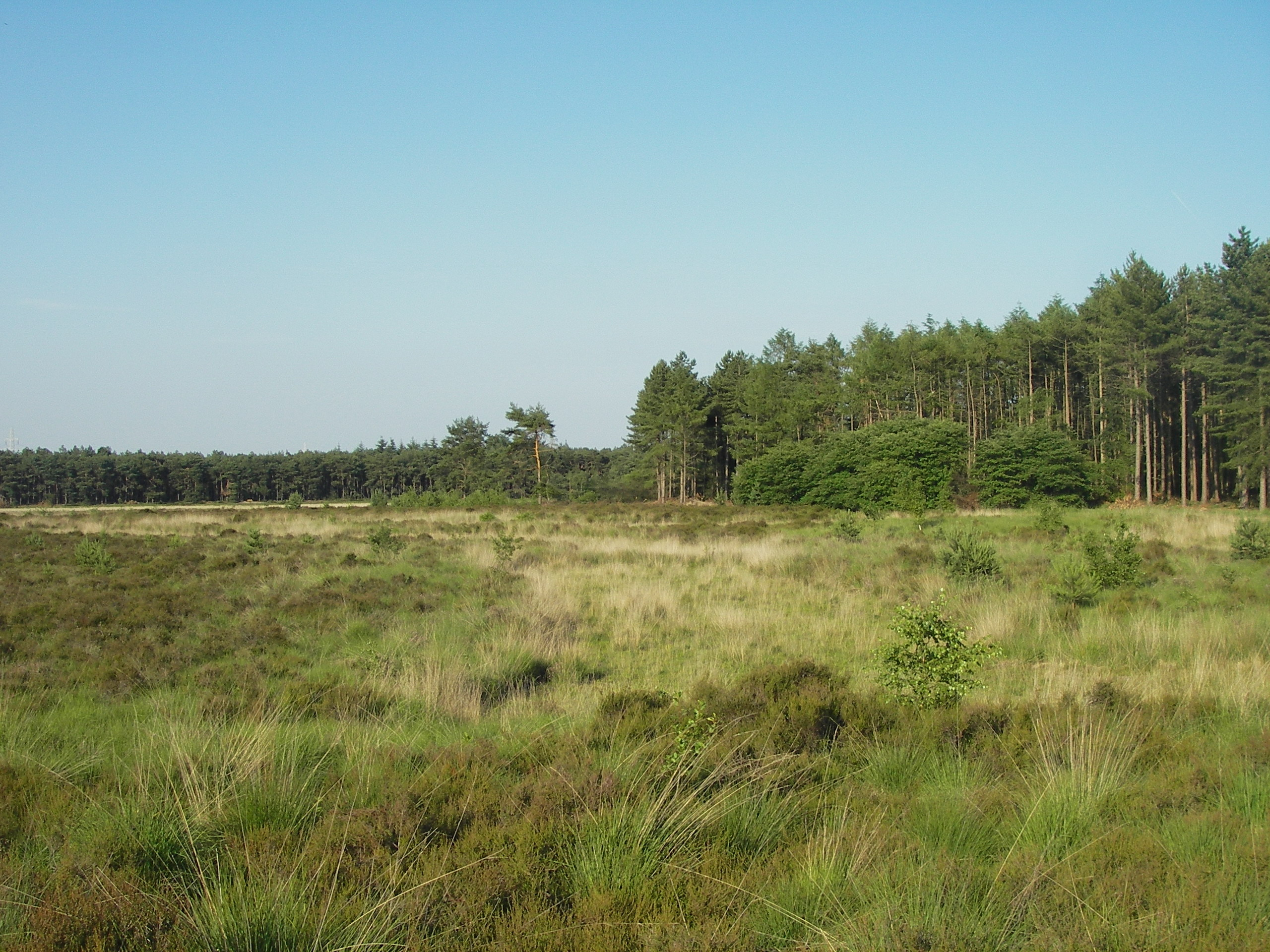
De Groote Heide in de buurt van het Klein Huisven